# Брейванг, Каролин Дюре

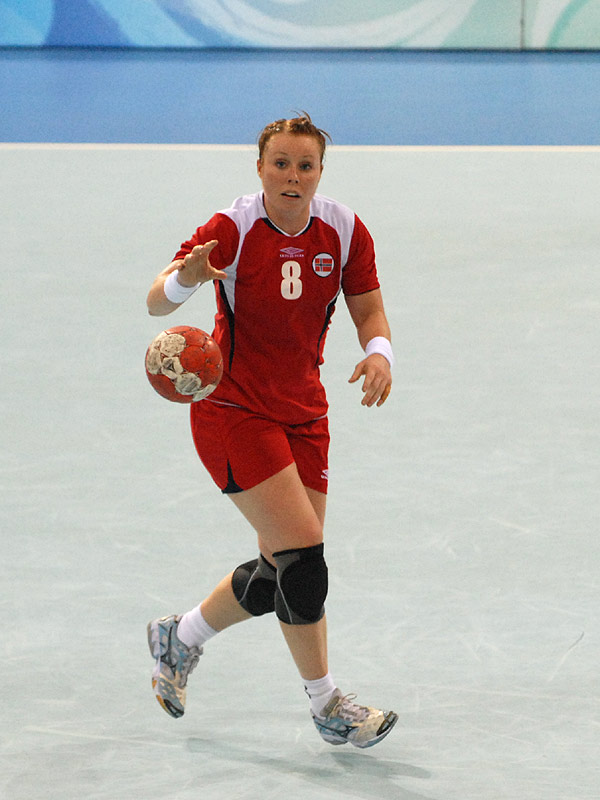
Каролин Дюре Брейванг на Пекинской Олимпиаде

Каролин Шарлотт Дюре Брейванг (норв. Karoline Charlotte Dyhre Breivang; род. 10 мая 1980 года, Осло) — норвежская гандболистка, игравшая на позиции левого полусреднего. Двукратная олимпийская чемпионка (2008 и 2012), чемпионка мира 2011 года и пятикратная чемпионка Европы в составе сборной Норвегии. Провела 305 игр за сборную, забив 475 голов. Выступала за клубы «Стабек» и «Ларвик».
В марте 2015 года объявила об окончании карьеры после сезона 2014/2015.

## Достижения

### Клубные
- Чемпионка Норвегии: 2006, 2007, 2008, 2009, 2010, 2011, 2012, 2013, 2014
- Победительница Кубка обладателей Кубков: 2008
- Победительница Лиги чемпионов ЕГФ: 2011

### В сборной
- Чемпионка Европы: 2004, 2006, 2008, 2010, 2014
- Чемпионка мира: 2011
- Олимпийская чемпионка: 2008, 2012